# ألفرد مارسي
ألفرد مارسي (بالإنجليزية: Alfred Marcy)‏ هو عسكري أمريكي، ولد في 21 يوليو 1900 في أونيدا في الولايات المتحدة، وتوفي في 19 مايو 1977 في ملبورن في الولايات المتحدة.